# KF Dukagjini
KF Dukagjini (Klubi Futbollistik Dukagjini Klinë) es un club de fútbol con sede en la ciudad de Klina, Kosovo.  El club compite en la máxima categoría del fútbol de Kosovo, la Superliga de Kosovo.

## Lista histórica de entrenadores
- Xhengis Rexhepi (20 de junio de 2019 - 27 de octubre de 2019)[2]
- Severin Elezaj (28 de octubre de 2019 - 6 de octubre de 2020)[3]
- Armend Dallku (8 de octubre de 2020 -)[4]

## Récord europeo
A partir de junio de 2023
| Temporada | Competencia                        | Ronda         | Club   | Local | Visita | Agg. |
| --------- | ---------------------------------- | ------------- | ------ | ----- | ------ | ---- |
| 2023–24   | Liga Europa Conferencia de la UEFA | Primera Ronda | Europa | 2–1   | 3–2    | 5–3  |
| 2023–24   | Liga Europa Conferencia de la UEFA | Segunda Ronda | Rijeka | 0–1   | 1–6    | 1–7  |

## Palmarés
| Tipo     | Competencia                  | Títulos | Temporadas/Años |
| -------- | ---------------------------- | ------- | --------------- |
| Nacional | Liga Independiente de Kosovo | 1       | 1993–94         |